# Daniel Sanchez
Daniel Sanchez (ur. 21 listopada 1953) – francuski piłkarz występujący na pozycji napastnika.

## Kariera piłkarska
Od 1972 do 1987 roku występował w klubach OGC Nice, Paris Saint-Germain, FC Mulhouse, AS Saint-Étienne i AS Cannes.

## Kariera trenerska
Po zakończeniu piłkarskiej kariery pracował jako trener w Villefranche, OGC Nice, Nagoya Grampus Eight, Tours FC, Valenciennes FC i Club Africain.